# Hoosmolen
De Hoosmolen is een poldermolen of een ontwateringsmolen aan de rand van het natuurgebied Bourgoyen-Ossemeersen in Drongen, een deelgemeente van de Belgische stad Gent.
De molen is al in 1316 in notariële akten terug te vinden en is daarmee de oudst bekende in zijn soort. Hoogstwaarschijnlijk was er al een molen in de 12e eeuw die zorgde voor de ontwatering van Bourgoyen-Ossemeersen waarbij het overtollige water via de Grijtgracht (vroeger Rietgracht genoemd) werd geloosd in de hoger gelegen Leie.
Na de onrustige tijden in de eerste helft van de 16e eeuw herbouwde men de molen in 1597 als een houten achtkante grondzeiler die in 1701 werd vervangen door een stenen exemplaar (de huidige achthoekige romp) in opdracht van David Brandt, heer van Mariakerke.
In 1852 verving men windkracht door een stoommachine en verrees er een hoge vierkante schoorsteen. Rond 1860 werden kap en gevlucht van de molen verwijderd. Het scheprad werd in 1897 vervangen door de nog bestaande Phoenix-centrifugaalpomp. In 1945 schakelde men over op elektrische aandrijving.
Anno 2016 is de Leie plaatselijk afgesneden van haar bovenloop. Vanaf de herfst wordt het regenwater niet meer afgevoerd. Op die manier overstroomt het gebied en simuleert men de vroegere overstromingen van de Leie. Pas vanaf maart wordt het water langzaam afgevoerd via sluisjes en de pompinstallatie in de oude Hoosmolen.